# Azham Corona
 (août 2019).
Pour les articles homonymes, voir Azham.
Azham Corona est une corona, formation géologique en forme de couronne, située sur la planète Vénus par 66,4° N et 252,7° E. Elle est localisée dans le quadrangle de Metis Mons. Elle a été nommée en référence à Azham, grande déesse des forces de la nature en karatchaï balkar (Nord Caucase) .

## Géographie et géologie
Azham Corona couvre une surface circulaire d'environ 380 km de diamètre. 